# Antsohihy

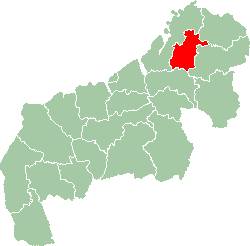
Karta över Mahajangaprovinsen som visar Antsohihys läge i rött.

Antsohihy är en ort i Mahajangaprovinsen i norra Madagaskar. Antsohihy är huvudort i regionen Sofia. Orten hade 19 878 invånare år 2005. 